# Charlotte Le Bon
Charlotte Le Bon (Montreal, 4 de septiembre de 1986) es una actriz, modelo, periodista, presentadora de televisión y directora de cine franco-canadiense.

## Filmografía

### Cine

#### Como actriz
| Año  | Título                                      | Papel               | Notas                                               |
| ---- | ------------------------------------------- | ------------------- | --------------------------------------------------- |
| 2007 | Le Goût du Temps                            |                     | Cortometraje                                        |
| 2010 | Impossible                                  |                     | Cortometraje                                        |
| 2012 | Astérix y Obélix al servicio de su majestad | Ofelia              |                                                     |
| 2012 | La Stratégie de la poussette                | Marie Deville       |                                                     |
| 2013 | La espuma de los días                       | Isis                |                                                     |
| 2013 | Le Grand Méchant Loup                       | Natacha             |                                                     |
| 2013 | Le Marche                                   | Claire              |                                                     |
| 2014 | Yves Saint Laurent                          | Victoire Doutreleau | Nominada: Premio César a la mejor actriz de reparto |
| 2014 | Nice and Easy                               | Anna                |                                                     |
| 2014 | The Hundred-Foot Journey                    | Marguerite          |                                                     |
| 2015 | Inside Out                                  | Alegría (Joie)      | Doblaje en francés                                  |
| 2015 | The Walk                                    | Annie Allix         |                                                     |
| 2016 | Bastille Day                                | Zoe Naville         |                                                     |
| 2016 | Proyecto Lázaro                             | Elizabeth           |                                                     |
| 2016 | Anthropoid                                  | Marie Kovárníková   |                                                     |
| 2016 | Le Secret des Banquises                     | Christophine        |                                                     |
| 2016 | The Promise                                 | Ana Khesarian       |                                                     |
| 2016 | Iris                                        | Claudia / Iris      |                                                     |
| 2019 | Berlin, I Love You                          | Rose                |                                                     |
| 2022 | Fresh                                       | Ann                 |                                                     |

#### Como directora
| Año  | Título      | Notas             |  |
| ---- | ----------- | ----------------- |  |
| 2022 | Falcon Lake | también guionista |  |

### Televisión
| Año           | Título           | Papel            | Notas        |
| ------------- | ---------------- | ---------------- | ------------ |
| 2010-2011     | Le Grand Journal | Chica del tiempo |              |
| 2012          | Le Petit Journal | Presentadora     | 2 episodios  |
| 2013          | Le Débarquement  |                  | 1 episodio   |
| 2013-presente | Hubert y Takako  | Takako (voz)     | 78 episodios |
| 2025          | The White Lotus  | Chloe            | 8 episodios  |